# 1949 au cinéma
| Années du cinéma : 1946 - 1947 - 1948 - 1949 - 1950 - 1951 - 1952    |
| Décennies du cinéma : 1910 - 1920 - 1930 - 1940 - 1950 - 1960 - 1970 |

Cet article présente les faits marquants de l'année 1949 au cinéma.

## Événements
- 27 mai : Rita Hayworth épouse en troisièmes noces le Prince Ali Khan.
- Le 19 août à Saint-Paul-de-Vence, Yves Montand rencontre pour la première fois Simone Signoret.
- 16 septembre : Première du dessin animé mettant en vedette le Road Runner.
- 26 octobre : Le cinéaste Pier Paolo Pasolini est exclu du Parti communiste italien pour « indignité morale et politique ».
- Sortie en France d’Allemagne année zéro, film de Roberto Rossellini (février), du Voleur de bicyclette, film de Vittorio De Sica (août).

## Festivals

### 18 septembre:Cannes
Grand Prix du Festival international du film :
- Le Troisième Homme (The Third Man) de Carol Reed.

## Principaux films de l'année
- Les Amants du Capricorne de Alfred Hitchcock.
- La Charge héroïque de John Ford avec John Wayne.
- Chaînes conjugales (A letter to three wives) de Joseph L. Mankiewicz avec Linda Darnell et Kirk Douglas.
- L'enfer est à lui (White Heat) de Raoul Walsh avec James Cagney et Virginia Mayo.
- La Fille du désert : western américain de Raoul Walsh avec Joel McCrea, Henry Hull, Virginia Mayo, Dorothy Malone.
- L'Héritière de William Wyler avec Olivia de Havilland et Montgomery Clift.
- L'Île au complot de Robert Z. Leonard avec Robert Taylor et Ava Gardner.
- Jour de fête de Jacques Tati (sortie le 4 mai).
- Madame Bovary  : mélodrame de Vincente Minnelli avec Jennifer Jones, Van Heflin, Louis Jourdan,
- Madame porte la culotte : comédie américaine de George Cukor avec Spencer Tracy, Katharine Hepburn, Judy Holliday, Tom Ewell (sortie le 25 décembre à New York).
- Noblesse oblige (Kind Hearts and Coronets) de Robert Hamer avec Alec Guinness.
- Occupe-toi d'Amélie : comédie de Claude Autant-Lara avec Danielle Darrieux.
- Orphée de Jean Cocteau avec Jean Marais et Maria Casarès, Marie Déa, François Périer.
- Les Quatre Filles du docteur March (Little women) de Mervyn LeRoy avec June Allyson et Peter Lawford.
- Riz amer, film de Giuseppe De Santis (en octobre en France).
- Samson et Dalila avec Victor Mature, Hedy Lamarr, George Sanders.
- Le Secret de Mayerling de Jean Delannoy
- Le Silence de la mer de Jean-Pierre Melville.
- Un jour à New York, comédie musicale de Gene Kelly et Stanley Donen
- Le Chevalier de la révolte (Vespro siciliano)  de Giorgio Pàstina
- Le comte Ugolin (Il conte Ugolino) de Riccardo Freda

## Récompenses

### Oscars
- Meilleur film : Les fous du roi de Robert Rossen
- Meilleure actrice : Olivia de Havilland, L'Héritière (The Heiress)
- Meilleur acteur : Broderick Crawford, Les fous du roi (All the King's Men)
- Meilleur second rôle féminin : Mercedes McCambridge, Les fous du roi
- Meilleur second rôle masculin : Dean Jagger, Un homme de fer (Twelve O'Clock High)
- Meilleur réalisateur : Joseph L. Mankiewicz, Chaînes conjugales (A Letter to Three Wives)

### Autres récompenses
- Grand Prix au film Le Voleur de bicyclette de Vittorio De Sica du  Deuxième Festival Mondial du Film et des Beaux-Arts de Belgique dont les assises se sont tenues au Casino de Knokke[1].
- Grand Prix du premier Festival international du cinéma expérimental de Knokke-le-Zoute à Motion Painting no 1 d'Oskar Fischinger.
- Grand prix du Festival de Cannes pour Le Troisième Homme de Carol Reed avec Joseph Cotten et Orson Welles

## Box-office
- France[2] :

| Class. | Titre              | Pays       | Réalisateur    | Box-Office France |  |
| ------ | ------------------ | ---------- | -------------- | ----------------- |  |
| 1.     | Jeanne d'Arc       | États-Unis | Victor Fleming | 7 092 586 entrées |  |
| 2.     | Jour de fête       |            | Jacques Tati   | 6 810 007 entrées |  |
| 3.     | Le Troisième Homme |            | Carol Reed     | 5 701 784 entrées |  |

## Principales naissances
Janvier
- 12 janvier : Wayne Wang
- 14 janvier : Lawrence Kasdan
- 16 janvier : Caroline Munro
- 17 janvier : Andy Kaufman († 16 mai 1984).
- 24 janvier : John Belushi († 5 mars 1982).
- 26 janvier : David Strathairn
- 27 janvier : 
  - Zbigniew Rybczynski
  - Montxo Armendáriz

Février
- 8 février : Brooke Adams
- 18 février : Pēteris Krilovs

Mars
- 12 mars : Rob Cohen
- 16 mars : Victor Garber
- 22 mars : Fanny Ardant

Avril
- 1er avril : Dominique Collignon-Maurin († 4 août 2025).
- 8 avril : John Madden
- 13 avril : Cia Löwgren
- 14 avril : John Shea
- 20 avril : 
  - Jessica Lange
  - Veronica Cartwright

Mai
- 13 mai : Franklyn Ajaye
- 24 mai : 
  - Ricardo Franco († 20 mai 1998).
  - Jim Broadbent
- 26 mai : Pam Grier
- 31 mai : Tom Berenger

Juin
- 15 juin : Jim Varney († 10 février 2000).
- 17 juin : Françoise Dorner
- 22 juin : Meryl Streep
- 29 juin : Roger Allers

Juillet
- 3 juillet : Jan Smithers
- 7 juillet : Shelley Duvall

Août
- 17 août : Julian Fellowes
- 23 août : Shelley Long
- 24 août : Pia Degermark
- 31 août : Richard Gere

Septembre
- 1er septembre : Luminita Gheorghiu († 4 juillet 2021).
- 16 septembre : Ed Begley Jr.
- 20 septembre : Sabine Azéma
- 24 septembre : Pedro Almodóvar

Octobre
- 4 octobre : Armand Assante
- 7 octobre : Gabriel Yared
- 8 octobre : Sigourney Weaver
- 14 octobre  : Françoise Pascal
- 15 octobre : Tanya Roberts († 4 janvier 2021).

Novembre
- 1er novembre : Jeannie Berlin
- 9 novembre : Paola Senatore
- 17 novembre : Jon Avnet
- 28 novembre : Alexander Godunov (mort le 18 mai 1995)

Décembre
- 4 décembre : Jeff Bridges
- 12 décembre : Rajnikanth
- 24 décembre : Beatriz Carvajal
- 25 décembre : Sissy Spacek

Date non précisée
- Florence Cayrol

## Principaux décès
- 6 janvier : Victor Fleming, réalisateur américain (° 1889).
- 20 janvier : Nora Gregor, actrice autrichienne (° 1901).
- 15 avril : Wallace Beery, acteur américain (° 1er avril 1885)
- 18 avril : Will Hay, acteur et réalisateur britannique (° 1888)
- 22 avril : Charles B. Middleton, acteur américain (° 1874)
- 9 mai : Harold Beaudine, réalisateur américain (° 1894)
- 20 juin : Fedor Ozep, réalisateur et scénariste russe (° 1895)
- 14 septembre : Romuald Joubé, acteur français (° 1876)
- 18 septembre : Frank Morgan, acteur américain (° 1890)
- 22 septembre : Sam Wood, réalisateur américain (° 1883)
- 14 octobre : Fritz Leiber, acteur américain (° 1882)
- 16 décembre : Sidney Olcott, réalisateur américain d'origine canadienne (° 1873)
- 25 décembre : Leon Schlesinger, producteur américain (° 1884).